# Hüggel, Heidhornberg und Roter Berg
Hüggel, Heidhornberg und Roter Berg este o arie protejată (sit de importanță comunitară — SCI) din Germania întinsă pe o suprafață de 249,84 ha, integral pe uscat.

## Localizare
Centrul sitului Hüggel, Heidhornberg und Roter Berg este situat la coordonatele 52°13′27″N 7°58′10″E / 52.2242°N 7.9694°E.

## Înființare
Situl Hüggel, Heidhornberg und Roter Berg a fost declarat sit de importanță comunitară în ianuarie 2005 pentru a proteja 5 specii de animale.

## Biodiversitate
Situată în ecoregiunea continentală, aria protejată conține 8 habitate naturale: Pajiști uscate europene, Pajiști calaminariene cu Violetalia calaminariae, Liziere de ierburi înalte hidrofile de câmpie și de nivel montan până la alpin, Fânețe de joasă altitudine (Alopecurus pratensis, Sanguisorba officinalis), Păduri de fag Luzulo-Fagetum, Păduri de fag acidofile atlantice, cu subarboret de Ilex și, uneori, de asemenea, Taxus, la nivelul arbuștilor (Quercion robori-petraeae sau Ilici-Fagenion), Păduri de fag Asperulo-Fagetum, Păduri aluvionare cu Alnus glutinosa și Fraxinus excelsior (Alno-Padion, Alnion incanae, Salicion albae).
La baza desemnării sitului se află mai multe specii protejate:
- amfibieni (1): triton cu creastă (Triturus cristatus)
- mamifere (3): liliac cu urechi mari (Myotis bechsteinii), liliac de iaz (Myotis dasycneme), liliac comun (Myotis myotis)
- nevertebrate (1): rădașcă (Lucanus cervus)

Pe lângă speciile protejate, pe teritoriul sitului au mai fost identificate 1 specie de plante.